# 2005 год в Сербии
2005 год в Сербии — хронологический список событий 2005 года, которые оставили заметный след в истории Сербии и в жизни её граждан.
Политический статус Сербии на 2005 год — республика в составе Союза Сербии и Черногории.

## Март
- 30 марта — в Белграде сборная Сербии и Черногории сыграла вничью со счётом 0:0

```
со 
сборной Испании
 в матче 
отборочного турнира Чемпионата мира 2006
.
```

## Июнь
- 4 июня — в Белграде сборная Сербии и Черногории сыграла вничью со счётом 0:0 со сборной Бельгии в матче отборочного турнира Чемпионата мира 2006.
- 27 июня — в Белграде возродилась некогда знаменитая во всей бывшей Югославии группа «Bijelo Dugme» («Белая Пуговица»), которую, как и прежде, возглавил Горан Брегович. В её составе также хорват Желько Бебек, босниец Ален Исламович и серб Младен Воичич-Тифа.[1]

## Август
- 9 августа — суд Буэнос-Айреса принял решение о депортации из Аргентины международному трибуналу по бывшей Югославии в Гааге Милана Лукича, обвиняемого в похищении и убийстве мусульман в 1992 году во время Боснийской войны.[2]
- 13 августа — в Москве в перестрелке пострадал сербский турист.[3]

## Сентябрь
- 3 сентября — на трассе Белград—Нови-Сад автобус с футболистами молодёжной сборной Литвы, которые возвращались из Нови-Сада после футбольного матча с молодёжной сборной Сербии и Черногории за право выхода в финал Чемпионата Европы, столкнулся с двумя легковыми автомобилями, в результате чего перевернулся и упал в кювет. Погибли три пожилые женщины, находившиеся в легковых автомобилях и пострадали пять литовских спортсмена[4] (ранее сообщалось о гибели трёх футболистов[5]).
- 3 сентября — в Белграде сборная Сербии и Черногории выиграли у сборной Литвы со счётом 2:0 в матче отборочного турнира Чемпионата мира 2006.
- 7 сентября — в Мадриде сборная Сербии и Черногории сыграла вничью со счётом 1:1 со сборной Испании в матче отборочного турнира Чемпионата мира 2006.
- 13 сентября — сербским властям сдался один из обвиняемых международным трибуналом по бывшей Югославии Средой Лукич, двоюродный брат задержанного в августе Милана Лукича.[6]

## Октябрь
- 8 октября — в Вильнюсе сборная Сербии и Черногории выиграла у сборной Литвы со счётом 0:2 в матче отборочного турнира Чемпионата мира 2006.
- 12 октября — в Белграде сборная Сербии и Черногории выиграла у сборной Боснии и Герцеговины со счётом 1:0 в матче отборочного турнира Чемпионата мира 2006, по итогам которого Сербия и Черногория заняла первое место в группе 7 и прошла в финальную часть Чемпионата мира.

## Ноябрь

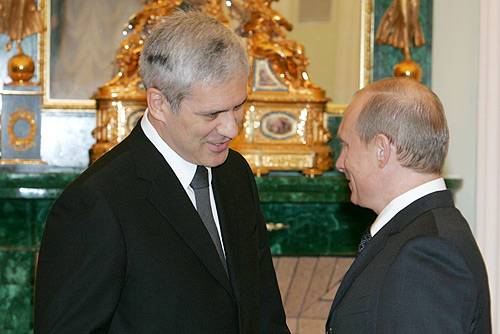
Президенты России и Сербии Владимир Путин и Борис Тадич (15 ноября 2005)

- 13-15 ноября — с трёхдневным визитом в Москву прибыл президент Сербии Борис Тадич.[7]